# 小行星7130
小行星7130（英語：7130 Klepper）是一颗围绕太阳公转的小行星。1992年4月30日，佛蒙特·伯根在陶腾堡发现了此天体。
这颗小行星的绝对星等为131.45458等。